# Fran Bennett
Fran Bennett (Malvern, 14 agosto 1937 – Los Angeles, 12 settembre 2021) è stata un'attrice statunitense.

## Biografia
Prima di debuttare in televisione nella soap opera Sentieri, mosse i primi passi nel teatro. In seguito ebbe ruoli importanti in Radici - Le nuove generazioni, Lou Grant, Dallas, Falcon Crest, California, L.A. Law - Avvocati a Los Angeles e Dynasty.
Sostenne un ruolo fisso anche nel breve telefilm Infermiere a Los Angeles e ruoli ricorrenti nelle soap General Hospital e Beautiful, nonché nei telefilm In viaggio nel tempo, L'ispettore Tibbs e The Book of Daniel.  
Negli ultimi anni apparve in Boston Legal, E.R. - Medici in prima linea, Scandal e Mai dire sì.
Fu anche attrice cinematografica, partecipando ai film Promises in the Dark (1979), Un medico, un uomo (1991), Nightmare - Nuovo incubo (1994), Foxfire (1996), Sai che c'è di nuovo? (2000) e Oscure presenze (2014).
Nel 2019 interpretà il ruolo di Mamma Jefferson in una ricostruzione del primo episodio de I Jefferson.

## Filmografia parziale

### Cinema
- Oscure presenze (Jessabelle), regia di Kevin Greutert (2014)
- The Manor, regia di Axelle Carolyn (2021)

### Televisione
- Ai confini della realtà (The Twilight Zone) – serie TV, episodio 1x37 (1986)
- Autostop per il cielo (Highway to Heaven) – serie TV, episodio 4x16 (1988)
- Becker – serie TV, episodio 2x21 (2000)
- Uno scimpanzé di... famiglia (The Jennie Project), regia di Gary Nadeau – film TV (2001)
- NCIS - Unità anticrimine (NCIS) – serie TV, episodi 15x07-15x15 (2017-2018)

## Doppiatrici italiane
Nelle versioni in italiano delle opere in cui ha recitato, Fran Bennett è stata doppiata da:
- Esther Ruggiero in Scandal
- Sonia Scotti in Oscure presenze
- Paila Pavese in NCIS - Unità anticrimine
- Franca Lumachi in The Manor